# リサ・M・フランケッティ
リサ・M・フランケッティ（Lisa Marie Franchetti、1964年4月25日 - ）は、アメリカ合衆国の海軍軍人。第33代アメリカ海軍作戦部長（CNO）。ジョー・バイデン大統領が国防長官の推薦を無視して女性初のCNOに起用したが（後述）、ドナルド・トランプ政権により、歴代CNOの中で最短の在任1年111日で解任された。
女性初のCNOとして、女性で初めてアメリカ統合参謀本部メンバーとなった。

## 軍歴
ニューヨーク州ロチェスター出身。
1985年にノースウェスタン大学にて海軍予備役将校訓練課程（the Naval Reserve Officer Training Corps Program）において任官。
また、海軍大学校にも入校し、フェニックス大学において組織管理に関する修士号を取得している。
2022年9月2日、海軍作戦副部長に就任。
マイケル・M・ギルデイ大将の後任海軍作戦部長として、ロイド・オースティン国防長官の推す太平洋艦隊司令長官 サミュエル・パパロ大将をジョー・バイデン大統領が斥けて、女性初の海軍作戦部長に据えた。
2023年11月2日、アメリカ合衆国上院の承認をもってアメリカ海軍作戦部長に就任。
2025年2月21日、ドナルド・トランプ新政権のピート・ヘグセス国防長官がフランケッティの解任を発表した。ヘグセス国防長官は2024年の著書で、フランケッティを「DEI（多様性、公平性、包摂性）枠で雇われた人物」と呼んでいた。